# 菅波茂 (医師)
菅波 茂（すがなみ しげる、1946年12月29日 - ）は、広島県深安郡神辺町（現・福山市）出身の医学博士、医師、福祉事業家。国際医療ボランティアAMDA創設者、理事長。医療法人アスカ会・創設者、元理事長。アスカ国際クリニック（旧・菅波内科医院）元院長。社会福祉法人遊々会創設者、理事長。

## 経歴
- 1965年、福山誠之館高校卒業後、岡山大学医学部入学。在学中、大学紛争で授業が受けられなくなった
- 1969年、アジア各国をヒッチハイク。現地で病気になったときの医療状況を知る。
- 1971年、AMDA設立のきっかけとなる、岡山大学医学部クワイ河医学踏査隊を派遣。
- 1977年、岡山大学大学院医学研究科修了。
- 1979年、カンボジア難民救済に行くも難民キャンプはなかなか見つからず、邪魔者扱いされる。現地での受け皿がなければ何も出来ない事を痛感。その後、各地の医学生と友好関係を深めていく
- 1984年、岡山市にAMDAを設立した。
- 1981年、岡山市内に菅波内科医院（現・アスカ国際クリニック）を開業。
- 1995年、AMDAが国内の医療ボランティアとして初の国連NGOに認定される。
- 2001年、公設国際貢献大学校（岡山県哲多町）の初代校長に就任。
- 2003年、吉川英治文化賞受賞。
- 2010年、AMDAの活動に専念したいとして、アスカ国際クリニック（旧・菅波内科医院）院長を辞する。[1]

## AMDA医師派遣
アジアを中心に以下のような世界中の災害発生地に医師を派遣している。 
- 1993年、ソマリア内戦
- 1994年、ルワンダ内戦
- 1995年、阪神・淡路大震災
- 1999年、台湾大地震
- 2004年インドネシア・スマトラ島沖地震